# Pascal Yoadimnadji
Pascal Yoadimnadji (ur. 1950, zm. 23 lutego 2007) – premier Czadu w latach 2005–2007. Objął władzę 4 lutego 2005, desygnowany przez prezydenta, Idrissa Déby po ustąpieniu poprzedniego premiera, Moussy Faki.
Prawnik, pochodził z południowej części kraju, z plemienia Gor, słabo reprezentowanego w życiu politycznym kraju. Przed objęciem teki premiera pełnił funkcję ministra rolnictwa. W 1996 roku kierował Niezależną Komisją Wyborczą, która nadzorowała pierwsze wybory wielopartyjne w Czadzie,  po przejęciu władzy  w 1990 roku przez Idrissa Déby'ego. Przewodniczył także Radzie Konstytucyjnej. 
Zmarł w trakcie pełnienia urzędu, 23 lutego 2007 w szpitalu wojskowym Val-de-Grâce  w Paryżu z powodu zawału serca.